# Galang

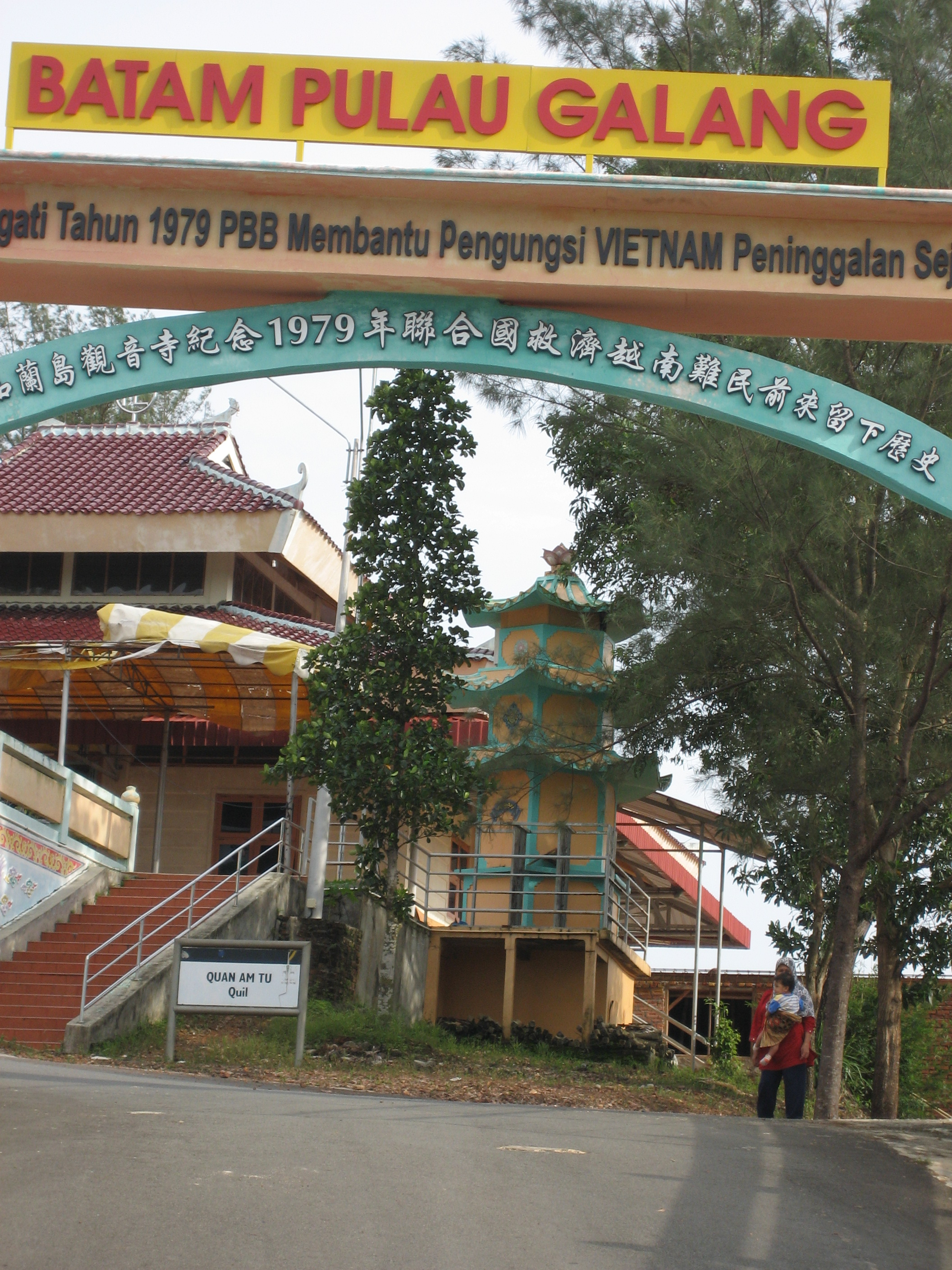
Galang-Flüchtlingslager

Galang (indonesisch Pulau Galang) gehört zu den indonesischen Riau-Inseln vor der Ostküste Sumatras im Malaiischen Archipel.
Galang liegt 350 m südlich von Rempang, östlich von Combol, nördlich von Galang-Baru und südwestlich von Bintan. Weiter südlich liegt – neben anderen Inseln – Abang-besar. Die Fläche der Insel umfasst 80 km². Der wichtigste Ort ist Sinyantung an der nordwestlichen Küste.
Zusammen mit den Nachbarinseln bildet sie die Inselgruppe Barelang (abgekürzt aus Batam-Rempang-Galang). Die 1997 errichtete und 385 m lange Barelang-Brücke verbindet die Inseln Rempang und Galang. Eine 180 m lange Brücke führt zur südlichen Nachbarinsel Galang-Baru.
Um 1979 wurde das Seegebiet vor Galang von vielen Bootsflüchtlingen angesteuert, Hilfsschiffe wie die Flora vom Roten Kreuz wurden hier eingesetzt. Auf Galang wurden Siedlungen für über 15.000 Flüchtlinge errichtet, vor allem vietnamesische Boatpeople, aber auch chinesische Flüchtlinge aus Java.
Galang ist auch ein eigener Distrikt (Kecamatan) im Süden der Stadt Batam. Er umfasst acht Dörfer städtischen Typs (Kelurahan) und hatte Ende 2023 19.821 Einwohner auf 351 km².